# Pristimantis paquishae
El cutín de Paquisha (Pristimantis paquishae) es una especie de anfibio anuro de la familia Craugastoridae.

## Distribución y hábitat
Es endémica de los bosques tropicales montanos de la vertiente oriental de los Andes, en la cordillera del Cóndor, a unos 2300 m de altitud, en el sudeste de Ecuador. Quizá también aparezca en las zonas próximas del Perú.